# Mustapha Chelha
Ne doit pas être confondu avec Chelha.
Mustapha Chelha, né le 23 septembre 1925 à Alger et décédé le 28 février 2000 à Marigny-en-Orxois, est un homme politique français.